# As long as you love me (álbum)
As long as you love me es el segundo álbum de estudio de la banda japonesa HΛL, lanzado al mercado el día 28 de agosto del año 2002 bajo el sello avex trax.

## Detalles
Este es el segundo álbum y también su último trabajo de estudio antes de su separación a comienzos del 2003.
Al igual que con el primer álbum, todos los temas de As long as you love me fueron producidos por la misma banda, compuesto mayoritariamente por Atsushi Sato (algunas también cuentan con la colaboración de Toshiharu Umezaki) y todas las letras de los temas fueron escritos por HΛLNA. La voz de HΛLNA experimenta una gran evolución en este último trabajo, cambiando incluso su tono a uno mucho más grave y también una voz más gruesa y con más cuerpo.

## Lista de canciones
1. introduction
2. risk
3. I'll be the one
4. A LONG JOURNEY
5. PRACTICAL POLICY
6. ONE LOVE
7. in this life, long love song
8. Stay With Me
9. KOKORO ~inwardly~
10. R-18
11. al di la
12. As long as you love me
13. Fin

- Datos: Q5680467